# 佩奥讷
佩奥讷（法語：Péone，法語發音：[peɔn]）是法国滨海阿尔卑斯省的一个市镇，位于该省西北部，属于尼斯区。

## 地理
佩奥讷（44°7'3"N, 6°54'30"E）面积48.59 平方千米，位于法国普罗旺斯-阿尔卑斯-蓝色海岸大区滨海阿尔卑斯省，该省份为法国东南部沿海省份，南濒地中海，西南至瓦尔省，西北接上普罗旺斯阿尔卑斯省，北部和东部与意大利接壤。
与佩奥讷接壤的市镇（或旧市镇、城区）包括：伯伊、纪尧姆、蒂内河畔圣艾蒂安。

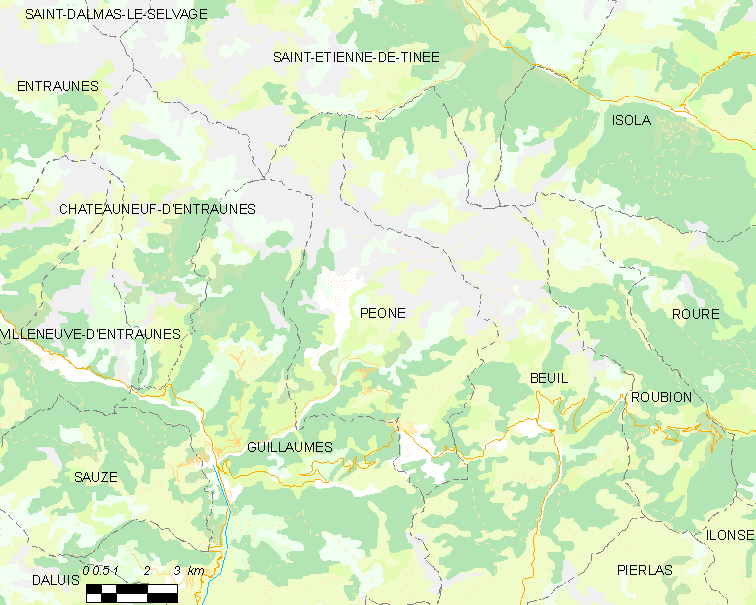
佩奥讷的OSM定位图

佩奥讷的时区为UTC+01:00、UTC+02:00（夏令时）。

## 行政
佩奥讷的邮政编码为06470，INSEE市镇编码为06094。

## 政治
佩奥讷所属的省级选区为旺斯县。

## 人口

1962-2008年间佩奥讷人口变化图示

佩奥讷于2022年1月1日时的人口数量为1079人。